# グレイシー・フュージョン
グレイシー・フュージョン（Gracie Fusion）は、ブラジルリオデジャネイロ州を本拠地としている総合格闘技チームである。
世界最大級の柔術アカデミーであるグレイシーバッハの流れを汲んだ、ハイアン・グレイシー、ゴルド柔術主宰のホベルト・コレア、ヴィニシャス・ドラクリーノ・マガリャエスが中心となり2007年12月に結成された。結成直後の12月15日にハイアンは死去した。

## 主な所属選手
- マーシオ・クルーズ
- アントニオ・ブラガ・ネト
- ファブリシオ・モンテイロ

| スタブアイコン | サブスタブ | この項目は、まだ閲覧者の調べものの参照としては役立たない、スポーツに関連した書きかけの項目です。この項目を加筆・訂正などしてくださる協力者を求めています（P:スポーツ/PJ:スポーツ）。 |